# Подготовительные курсы
Подготовительные курсы (Подготовительное отделение) предназначены для групповой дополнительной подготовки по профилирующим дисциплинам перед вступительными экзаменами в высшее учебное заведение. Слушатели подготовительных курсов называются абитуриентами.

## Подготовительные курсы
Традиционно, в России подготовительные курсы ориентированы на школьников последнего года обучения (полное среднее образование 10 или 11 классов).
Чаще всего занятия проводятся в будние дни в вечернее время, реже — по субботам. Объёмы курсов могут составлять порядка 4 аудиторных часов в неделю на протяжении нескольких месяцев.
Обычно обучение ведётся на учебных площадях вуза практически всегда на платной основе 
Среди положительных аспектов подготовительных курсов для абитуриентов следует отметить следующие:
- Абитуриент получает типовой набор знаний по профилирующим предметам будущей профессиональной подготовки, который является достаточным для сдачи вступительных испытаний в ВУЗ, кроме того, в процессе обучения абитуриент не только знакомится с примерными экзаменационными заданиями, но и получает практический опыт их решения.
- Абитуриент, окончивший подготовительные курсы приобретает дополнительное психологическое преимущество к вступительным испытаниям перед прочими абитуриентами.

Среди отрицательных аспектов, можно отметить возрастающую учебную и нервную нагрузку на абитуриента.
Механизм подготовительных курсов в российских высших учебных заведениях претерпел значительные изменения с введением в 2001 году Единого государственного экзамена.

## Подготовительное отделение
В период до ЕГЭ в некоторых вузах существовало подготовительное отделение, набирали
- имеющих аттестат, но не прошедшие по июльским экзаменам (оригинал аттестата нужен для зачисления)
- ДМБ
- Иностранные граждане

Отличие от подготовительных курсов
- Бесплатно
- Могут пользоваться инфраструктурой вуза и участвовать в мероприятиях (в отличие от подготовительных курсов)
- по окончанию сдают экзамены в 0 потоке, при сдаче даже на удовлетворительные оценки зачисляются, но теряют право поступления в иные вузы
- возможно представление общежития (по общему правилу для иностранных студентов